# Дмитрова Людмила Михайлівна
Людмила Михайлівна Дмитро́ва (нар. 28 вересня 1890, Київ — пом. 14 липня 1986, Москва) — український театрознавець. Дружина театрального критика Дмитра Грудини.

## Біографія
Народилася 16 [28] вересня 1890 року у місті Києві (нині Україна). Упродовж 1907—1909 років навчалася на історико-філологічному факультеті Київських вищих курсів. Закінчила Київський жіночий медичний інститут, працювала лікарем.
1920 року закінчила режисерські курси. З 1921 року — у Харкові: перекладач і коректор у редакції газети «Селянська правда», одночасно з 1922 року викладала історію театру в Українській театрі-студії імені Лесі Українки, з 1923 року — українську мову на Державних курсах при Народному комісаріаті освіти, у 1924—1925 роках вела драматичні гуртки, читала лекції на Курсах перекваліфікації працівників політпросвіти у Харкові.
У 1928 році відряджена до Парижа, де вивчала мистецьке життя та історію театру. Після подорожі протягом 1928—1929 років опублікувала у журналах «Червоний шлях» та «Культробітник» низку статей про робітничі театри Франції. З 1928 року — доцент Харківського художнього інституту та викладач театрального технікуму; згодом — професор Київського театрального інституту.
У 1937 році за сприяння Олександра Білецького, асистентом якого працювала, виїхала до Москви, де мала лікарську практику. З середини 1950-х років читала лекції з історії мистецтва у товаристві «Знання», співпрацювала в журналі «Искусство» та видавництві «Искусство». Померла в Москві 14 липня 1986 року.

## Творчість
Упорядкувала хрестоматію «Підпучна книга „З історії всесвітнього театру“» (Харків, 1929; присвячена Лесю Курбасу). Авторка п'єс «Голота» за повістю «Голота» Володимира Винниченка (не опублікована), «Травневі малюнки» (Київ, 1925), інсценізації «1905 рік» за повістю «Fata morgana» Михайла Коцюбинського.